# Chris Narveson
Christopher Gregg Narveson (né le 20 décembre 1981 à Englewood, Colorado, États-Unis) est un lanceur gaucher des Marlins de Miami de la Ligue majeure de baseball.
Il joue en 2014 pour les Tokyo Yakult Swallows de la Ligue centrale du Japon.

## Carrière
Chris Narveson est drafté en juin 2000 par les Cardinals de Saint-Louis au deuxième tour de sélection. Il joue son premier match en Ligue majeure avec les Cardinals le 8 septembre 2006. Il joue 5 parties pour ce club, dont un comme lanceur partant. Il n'est impliqué dans aucune décision et présente une moyenne de points mérités de 4,82 avec 12 retraits sur des prises en 9,1 manches lancées. Le jeune lanceur fait partie de l'équipe championne de la Série mondiale 2006 mais ne fait aucune présence en matchs éliminatoires.
Le 11 août 2004, Narveson est un des joueurs échangés aux Rockies du Colorado pour le vétéran Larry Walker. Le 30 mars 2005, Narveson et le receveur Charles Johnson passent aux Red Sox de Boston en retour du lanceur Byung-Hyun Kim et une somme d'argent. Libéré par les Red Sox, il est réclamé au ballottage par son ancienne équipe, les Cardinals. Il n'atteint pas le niveau majeur durant cette période et évolue en ligues mineures.

### Brewers de Milwaukee
Devenu joueur autonome en octobre 2007, Narveson signe en décembre avec les Brewers de Milwaukee.
En 2009, il amorce la saison à Nashville, avec le club-école AAA des Brewers et est rappelé dans les grandes ligues en cours d'année. Le 15 août 2009, il lance dans un match des ligues majeures pour la première fois en près de quatre ans. Le 22 août, Il fait une courte présence en relève face aux Nationals de Washington, suffisante pour lui valoir sa première victoire en carrière. Le 13 septembre, il effectue son premier départ dans les majeures, face aux Diamondbacks de l'Arizona. Dix jours plus tard, le 23 septembre, il remporte sa 2e victoire après avoir retiré 10 frappeurs des Cubs de Chicago sur des prises en seulement 5 manches et deux tiers. Il termine cette courte saison avec une moyenne de points mérités de 3,83 en 47 manches lancées au cours de 21 sorties, la plupart (17) comme lanceur de relève.
En 2010, Narveson est surtout utilisé comme lanceur partant. C'est dans ce rôle qu'il joue 28 de ses 37 rencontres. Gagnant de 12 matchs contre 9 défaites, sa moyenne de points mérités est toutefois élevée : 4,99 en 167 manches et deux tiers au monticule.
En 2011, il est le cinquième partant de la rotation des Brewers et amorce 28 de ses 30 matchs joués. Il remporte 11 victoires contre 8 défaites et abaisse sa moyenne, qui atteint 4,45 points mérités par partie. C'est comme releveur que les Brewers l'utilisent dans les séries éliminatoires, mais en 7 manches et un tiers lancées contre Arizona et Saint-Louis, il donne 9 points pour une moyenne de points mérités de 11,05. Il établit un record peu enviable en accordant 5 coups de circuit durant les séries éliminatoires en 2011, mais cette marque est battue lorsque Hunter Strickland en donne 6 dans les éliminatoires de 2014.
Il subit une opération à la hanche en octobre 2011.

### Japon
Il remporte 4 victoires contre 11 défaites avec une moyenne de points mérités de 4,53 en 24 départs pour les Tokyo Yakult Swallows de la Ligue centrale du Japon en 2014.

### Marlins de Miami
En décembre 2014, Narveson signe un contrat des ligues mineures avec les Marlins de Miami. Il effectue deux départs et 13 présences en relève pour les Marlins en 2015 et livre une moyenne de points mérités de 4,45 en 30 manches et un tiers lancées.